# Kasteeldomein Blauwhuis

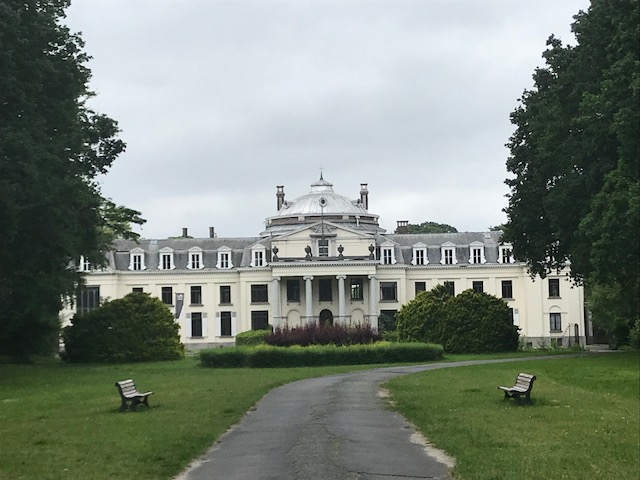
Kasteel Blauwhuis in 2018

Kasteeldomein Blauwhuis ligt in Izegem in de Belgische provincie West-Vlaanderen. Een eerste vermelding van kasteel Blauwhuis dateert van 1544. Sinds 1981 is het kasteel beschermd als monument. Het huidige kasteel is gelegen te midden van een informeel park en is te bereiken via een dreef in het westen en een in het zuiden. De nog deels behouden omwalling ten westen wordt gevoed door de Kasteelbeek.

## Geschiedenis
Het kasteel gaat terug op een pachthoeve van de heerlijkheid van Schiervelde, een van de belangrijkste Roeselaarse heerlijkheden. De pachthoeve wordt voor het eerst vermeld in 1544 als Blauwhuis of Blauwpoorte. De naam verwijst naar de blauwe kleur van het leien dak. In 1653 is er in het landboek van Pieter Lust sprake van 'Een behuysde hofstede geneampt het Blaue Huys'.
Tijdens het ancien régime was de heerlijkheid in het bezit van de familie De Huerne. Eind 17de eeuw erft Judocus Francois Van Huerne de pachthoeve en omliggende landen van zijn tante Catherine van Huerne. Hij verbouwt de hoeve tot een zomerverblijf, in die tijd een 'huys van plaisantie' genoemd. Vanaf 1746 werd er gesproken over een kasteel. De toenmalige eigenaar Aybert van Huerne besluit tussen dit jaartal en 1776 een nieuw kasteel op te trekken met tuinen, vijvers en bossen. Het meest zichtbare is de Chinese brug die dateert uit 1746. Het was toen een trend bij de Franse adel om woonplaatsen te bekleden met Chinees geïnspireerde elementen. Het oude poortgebouw verdwijnt en de nieuwe ronde kamer werd geflankeerd door een oost-, west- en zuidgevel.
In 1794 werd het kasteel zwaar beschadigd door Franse troepen, waarna het hersteld werd. In 1804 laat zoon Joseph van Heurne een Engelse tuin aanleggen met waterpartijen, rotsen, een overdekte loofgang, een tuinpaviljoen, een bloementuin en een boomgaard met beukenbos. 

### Negentiende eeuw
Vanaf 1807 kwam de heerlijkheid door huwelijk in handen van de familie De Pélichy. Jean de Pélichy, gehuwd met Marie Josephine van Huerne, laat het kasteel opnieuw verbouwen. De ronde kamer wordt van koepel voorzien, het poortgebouw en de zuidgevel verdwijnen en maken plaats voor een monumentale hoofdingang.
In 1872 kwam het kasteel in het bezit van de familie Gillès de Pélichy, na het huwelijk van Baron Louis Gillès de Pélichy met Marie de Pélichy. Tussen 1878 en 1883 lieten baron Alexander Gillès de Pélichy en zijn vrouw Savina van Caloen het kasteel verbouwen om het permanent bewoonbaar te maken. Er kwam een traphal, inkom en achtergevel. In de kapel van het kasteel vind je nog steeds de neogotische glas-in-loodramen met de patroonheiligen waarnaar de de kinderen van Alexander en Savina zijn vernoemd.

### Twintigste eeuw
Tijdens de Eerste Wereldoorlog werd het kasteel ingenomen door de Duitse bezetter. Het gezin van baron Alexander Gillès de Pélichy moest vluchten en zou nooit terugkeren. Op het einde van de oorlog in 1918 stak de bezetter bij de aftocht het munitiedepot in brand, waardoor het zogenaamde "boomforeest" (beukenbos), aangeplant in het begin van de 19de eeuw, volledig afbrandde. Enkel de boom waaraan een Mariakapel hing, bleef staan. Deze beuk staat nog steeds in het huidige park. Ook de hoeve werd volledig vernield door brand.
De zoon van baron Alexander Gillès de Pélichy, Raphaël, herstelde de oorlogsschade. Hij en zijn vrouw Maria de Turck de Kersbeek verbleven tijdens de zomer van het interbellum in het kasteel. Tijdens de tweede wereldoorlog werd het kasteel opnieuw beschadigd en hersteld door Raphaël.
In 1981 werd het kasteel officieel erkend als monument en stadszicht. Na 1984 werd de locatie gebruikt als restaurant en feestzaal. Het koetshuis werd verbouwd en uitgebreid tot een banketzaal en tentoonstellingsruimte.

## Heden
In 2017 stelde de stad Izegem, in samenwerking met eigenaar vzw Gillès de Pélichy, het groendomein open voor het publiek. Kasteel en koetshuis kwamen in gebruik als restaurant en evenementenlocatie.
In 2019 en 2020 wordt het kasteel grondig gerenoveerd. Zowel het kasteel als de orangerie worden onder handen genomen. De eeuwenoude salons worden in ere hersteld, waardoor de oude grandeur van het kasteel terugkomt.